# الحملات ضد دونغ تشو

## توتر العلاقة بين دونغ تشو و يوان شاو
بعد وفاة الإمبراطور لينغ سنة 189م أراد خصيان القصر تنصيب ليو زي إمبراطورا بدلا من ليو بيان..،.سمي الإمبراطور شاو
إلا أن الإمبراطورة هي و شقيقها هي جين تداركوا الأمر و توجوا ليو بيان إمبراطورا ولكي يتخلص هي جين منهم نهائيا خطط مع مستشاره يوان شاو على إستدعاء 5 جيوش إمبراطورية بقيادة دونغ زو فلم توافق الإمبراطورة على هذا فأمر هي جين و يوان سرا الجيش الاقتراب من العاصمة لويانغ للضغظ على الإمبراطورة فعرف الخصيان العشرة بهذا فدبروا مكيدة وهي تزوير أمر للإمبراطورة تأمر فيه هي جين بالدخول للقصر الإمبراطوري فحذره مستشاره يوان شاو فرفض فإنتظره يوان شاو ب200جندي خارج القصر الإمبراطوري فقتلوه فجن جنون يوان شاو فدخل بجنوده القصر وأبادهم وأباد أكثر من 2000 مخصي وكل من لايوجد شعر في وجهه حتى إن بعض الرجال إضطروا لنزع سروايلهم ليفرق الجند بينهم.
بعدها وصل دونغ للعاصمة وبسبب عصبية الإمبراطور شاو الصغير أقترح دونغ تشو على يوان عزل الإمبراطور شاو وإستبداله بإخيه زي فرفض يوان وغادر العاصمة

## بداية المقاومة
سمح دونغ زو ليوان شاو بالرحيل من العاصمة لويانغ لمقاطعته جي زو بعد توسط الإمبراطور شاو وبعض الجنرالات وحاول إسترضائه فطلب من الإمبراطور شاو تعيين يوان في منصب حاكم جي زو وبعد 5 شهور فقط بدأ يوان في إظهار العدائية بقتل رسل دونغ زو وفي نهاية سنة 189 أعلن يوان شاو الثورة رسميا على دونغ زو و أرسل رسائل بصفته نائب القائد الأعلى السابق هي جين أرسل 18 دعوة لثمانية عشر سيدا وحاكما للجيوش الإمبراطورية وأمرهم بالتجمع في جي زو ثم أعلن الحرب رسميا وأرسل سون جيان الجنرال الحامي لجيانغ دونغ إلى الجبهة بينما أرسل دونغ زو الجنراليين هوا زيونغ و زياو شياو للجبهة

## الأعضاء
يتكون هذا التحالف من جميع حكام الولايات الشرقية عدا الجنرال ماتينغ فقط ولم ينضم حكام الغرب بالرغم من أنهم من سلالة هان كحاكم تجينغ تزو الحاكم ليو بياو ولا حاكم سيتشوان الحاكم ليو زانغ أو حاكم لينغ لينغ الحاكم ليو يوان وذلك لقرب مناطقهم من منطقة دونج تشو والأعضاء هم: 
- تساو تساو جنرال و وزير نان يانغ
- هان فو حاكم مقاطعة يي
- كونغ زو حاكم مقاطعة يو
- ليو داي حاكم يان
- وانغ كوانغ وزير و حاكم هيني
- زانغ مياو وزير و حاكم تشين لو
- شياو ماو القائد السابق لقوات دونغ زو
- يوان دي حاكم شان يانغ
- باو زي مستشار جيبي
- كونغ رونغ حاكم شاندونغ
- زانغ تشاو سيد جوان لينغ
- تاو كيان حاكم تشو تزو
- ما تينغ حاكم زي ليانغ
- جونغ سون زان حاكم جي بينغ و شمال غرب غوغوريو
- زانغ يانغ حاكم شان دانغ
- سون جيان حاكم تشانغ شا و جيان دونغ
- يوان شو حاكم نهر هواي و شمال جيان دونغ.
- يوان شاو حاكم تجي تزو و ماركيز شي و حفيد رئيس الوزراء السابق

## الحروب
في البداية وبعد انضمام تساو تساو إليه تم تعيين يوان شاو زعيما له وفي مدينة تايغر تراغ بدا تجمع الحكام لطرد دونغ تزو من العاصمة لويانغ وإحلال السلام وتجديد سلالة هان إلا أن ثلاثة أخوة هم ليو باي و كوان يو و زانغ في أرادوا الانضمام لهذا التحالف فسخر عليهم الحكام إلا تساو تساو وعند قدوم جيش دونغ تشو بقيادة هوا زيونغ أرسل الزعيم يوان شاو 3 جنرالات فقتلهم هوا زيونغ تم طلب جوان يو من الحكام أن يسمحوا له بقتل هوا زيونغ فرفضوا فتدخل تساو تساو فوافقوا تم بعد 5 دقائق سمع الحكام الطبول تدق و في مشهد عظيم دخل جوان يو برأس هوا زيونغ وألقاه أمام الحكام فإرتعدوا خوفا تم أمر يوان شاو ليو بي بإنشاء الفرقة التاسعة عشر وبعد ذلك أرسل دونغ جيشا بقيادة لوبو لهزيمة الحكام فبارزه الأخوة فهرب لوبو

## انسحاب تساو تساو
بعد هروب لوبو قرر تساو تساو برفقة سون جيان طرد دونغ زو من العاصمة لويانغ فتمركز قوات تساو على بعد 100 كيلومتر شمال غرب العاصمة بينما تمركزت قوات سون جيان شمال شرقها و بسبب إتفاق الحكام أن من يدخل العاصمة سيعينه جلالته كرئيس وزراء إتفق تساو تساو و سون جيان على دخول العاصمة فعرف دونغ تشو بهذا فأمر بالإستعداد للرحيل إلى تشأنغأن و إحراق العاصمة فعرف تساو بهذا ففكر في طريقة ليزيد بها عدد جنوده فقابل سون جيان فإتفقا على أن يعطي سون جيان 50.000ألف جندي لتساو تساو لكي يطارد دونغ زو و عندما دخل سون جيان العاصمة لويانغ وجدها مدمرة تماما فعرف أن تساو خدعه لكنه سرعان ما نسي الأمر عندما دخل للقصر و وجد الختم الإمبراطوري وبعد ذلك قرر أن يأخذ الختم وأن يعود لجيان دونغ فوصلته أنباء عن دخول القوات الحكومية للتحالف إلى العاصمة

## دخول العاصمة و هروب دونغ زو لتشأنغأن
قبل انسحاب سون جيان دمر دونغ زو العاصمة لويانغ تماما وأحرقها و أخذ الإمبراطور شيان والحكومة و هرب غربا لتشانغان وبعد دخول سون جيان أخذ الختم وعاد لجيانغ دونغ ووصلت قوات التحالف للعاصمة وأقاموا الاحتفالات وأعلن يوان شاو تحقيق نصف أهداف التحالف ليبقى هدف قتل دونغ زو و تحرير الإمبراطور شيان

## محاولة عزل الإمبراطور
لم يشكك أغلبية الحكام في شرعية الإمبراطور شيان لإنه ابن الإمبراطور لينغ وأخو الإمبراطور شاو
لكن يوان شاو حاول تنصيب حاكم مقاطعة تشي السيد ليو يو إمبراطور بدلا عن الإمبراطور شيان بسبب سيطرة دونغ زو على الإمبراطور فرفض هذا الأقتراح.

## موت سون جيان
بعد سماع الإخوة يوان بإن الجنرال سون جيان قد وجد الختم إشتعلا غضبا بسبب أن من يحصل عليه لابد في النهاية أن يصبح إمبراطورا ولطمع الإخوة يوان في العرش طلبا من حاكم مقاطعة تجينغ تزو ليو بياو أن يدبر خطة لقتله ففعل و تم قتله بكمين نصبه جنود ليو بياو له ثم بعد ذلك سيطر يوان شو على قوات سون جيان و منطقته

## إنهيار التحالف و مقتل دونغ زو
في سنة 192 دبر وانغ يون و هو وزير كان قد أقسم للإمبراطور لينغ سنة 181 بمساعدة أبنه ليو بيان و ليو زي دبر مكيدة لقتل دونغ تزو و كانت عند وانغ يون ابنة بالتبني إسمها دياو تشان و كانت فائقة الجمال فأحبها لوبو فقرر وانغ يون تزويجها لدونغ زو أب لوبو بالتبني فغضب لوبو كثيرا وقرر بالإتفاق مع وانغ يون على قتل دونغ زو فقرروا أن يتوجوا دونغ إمبراطورا لكي يدخل القصر فقتله لوبو هناك ومات دونغ زو سنة 192 م
وبعدها إحتل قائدا جيش دونغ العاصمة المؤقتة تشأنغأن و قتلوا وانغ يون و هرب لوبو إلى تشو تزو فتحكم قائدا الجيش بالإمبراطور شيان 
وبهذا إنتهى فترة التحالف لتبدأ فترة عودة كل حاكم لولايته وبداية فترة الحروب
خريطة توضح سيطرة كل حاكم